# Aktuala
Aktuala fue una agrupación musical creada en 1972 en Milán que desarrolló primigeniamente el género conocido como música del mundo, mezclando música popular, folk, música étnica y otros géneros locales y tradicionales. Han sido comparados con la banda británica Third Ear Band.

## Historia
Aktuala nació por iniciativa de Walter Maioli como proyecto de búsqueda y redescubrimiento de la música popular africana y asiática. El nombre significa "actual" en esperanto. La formación del grupo fue poco estable, pues dependía de la necesidad de los diferentes instrumentistas que requerían las piezas que interpretaban. Los únicos que se mantuvieron fijos en la formación fueron Maioli y el saxofonista Daniele Cavallanti. El primer álbum fue grabado por la compañía Bla Bla en 1973 con el título de Aktuala. En el disco participaron Antonio Cerantola en la guitarra y Laura Maioli y Lino Vaccina en la percusión.
En 1974, al tiempo que abandonaban la formación Laura Maioli y Lino Vaccina, se incorporaron el saxofonista y flautista Otto Corrado, el guitarrista Attilio Zanchi, la arpista holandesa Marjon Klok y el percusionista indio Trilok Gurtu. En este periodo, Walter Maioli, Daniele Cavallanti, Antonio Cerantola, Alfonso Dall'Agnol, Roberto Meazza, Marjon Klok, y Michela Rangoni Machiavelli forman una comuna de músicos en un molino del siglo XVII situado en las colinas de Pistoia.
Durante este periodo se elaboró el segundo disco de la formación, publicado con el título de La Terra en el que participan el violonchelista Marino Vismara, Maurizio Dones a la viola y Pino Massara como productor, además de la participación de Franco Battiato, que apoya y sigue de cerca el proyecto.
Este disco se ha considerado como precursor de las músicas del mundo.
En 1974 el grupo colabora con Claudio Rocchi en la elaboración del álbum Il miele dei pianeti le isole le api (La miel de los planetas las islas las abejas).
En 1975, con la intención de ampliar su conocimiento de la música popular, la banda se despalaza a Marruecos. A su regreso a Italia graban su tercer álbum larga duración: Tappeto volante (Alfombra voladora). Ese mismo año, Aktuala se disuelve, aunque Walter Maioli continúa en su búsqueda de la música arcaica en solitario con la publicación de nuevas producciones.

## Discografía

### Álbumes de estudio
- 1973 - Aktuala
- 1974 - La terra
- 1976 - Tappeto volante (Alfombra voladora)

## Formación
- Walter Maioli: oboe, flauta, armónica (1972-1976)
- Daniele Cavallanti: saxofón (1972-1976)
- Antonio Cerantola: guitarra (1973-1976)
- Laura Maioli: percusiones (1973)
- Lino Capra Vaccina: percusiones (1973-1974)
- Otto Corrado: saxofón, flauta (1974)
- Attilio Zanchi: guitarra (1974)
- Marino Vismara: violonchelo (1974)
- Maurizio Dones: viola (1974)
- Marjon Klok: arpa (1974-1976)
- Trilok Gurtu: percusiones (1974-1976)
- Kela Rangoni Macchiavelli: percusiones (1976)
- Fabrizio Cassanoi: sitar (1976)